# Catasetum lanceatum
Catasetum lanceatum är en orkidéart som beskrevs av Francisco E.L.de Miranda. Catasetum lanceatum ingår i släktet Catasetum och familjen orkidéer. Inga underarter finns listade i Catalogue of Life.